# Chiesa della Madonna dei Braccini
La chiesa della Madonna dei Braccini è una chiesa di Pontedera, nella frazione de La Borra.
A poca distanza dalla scomparsa chiesa di San Michele di Travalda (XI secolo), fra il 1651 e il 1652 fu eretta l'attuale chiesa in un podere della famiglia Braccini, col titolo di Santa Maria della Tosse, per ospitare un'immagine della Vergine venerata come miracolosa.